# Athens Olympic Velodrome
L'Athens Olympic Velodrome è un velodromo situato ad Amarousio, Atene nell'Athens Olympic Sports Complex, costruito in occasione degli XI Giochi del Mediterraneo del 1991.
Nel 2004, per ospitare le gare di ciclismo su pista dei Giochi della XXVIII Olimpiade, l'impianto è stato profondamento ristrutturato sulla base di un progetto di Santiago Calatrava. La ristrutturazione si è conclusa il 30 maggio 2004 e la nuova inaugurazione è avvenuta il 30 luglio successivo.
Nonostante potesse contenere 5.250 persone, in occasione dei Giochi olimpici la capienza è stata ridotta a 3.300 posti.
La pista, in legno di afzelia, è lunga 250 metri e larga 7,5.